# Karl Söllner
Karl Söllner (* 9. Jänner 1903 in Wien, Österreich-Ungarn; † 14. Juni 1986 in Chevy Chase, Maryland) war ein österreichisch-amerikanischer Chemiker, der vor allem im Bereich der physikalischen Chemie und der Biophysik tätig war.

## Leben
Söllner war der Sohn des Rechtsanwalts Anton Maria Söllner und seiner Frau Julie, geb. Karplus. Er wuchs in Wien auf. Nach dem Besuch des Schottengymnasiums, das er 1921 mit der Matura verließ, begann er an der Universität Wien das Studium der Chemie und Philosophie. Ab seinem dritten Semester war er als studentischer Mitarbeiter (Demonstrator) beim I. Chemischen Labor der Universität beschäftigt. Er schloss sein Studium mit einer von Alfons Klemenc (1885–1960) betreuten Dissertation ab. In den Jahren 1926 und 1927 vertiefte Söllner seine Kenntnis auf dem Gebiet der physikalischen Chemie und Elektrochemie in Wien an der dortigen Universität und Technischen Hochschule. 1928 trat er in den Dienst des Kaiser-Wilhelm-Instituts für physikalische Chemie und Elektrochemie in Berlin, wo er als wissenschaftlicher Assistent an der Seite von Herbert Freundlich arbeitete. Anfang Mai 1933 habilitierte Söllner an der Berliner Universität mit einer von Fritz Haber, Max Bodenstein und Herbert Freundlich begutachteten Habilitationsschrift zu einem Thema auf dem Gebiet der Osmose.
Im selben Jahr wurde Söllner nach der Machtergreifung der Nationalsozialisten aufgrund seiner – nach nationalsozialistischer Definition – teilweise jüdischen Abstammung gemäß den Bestimmungen des Gesetzes über die Wiederherstellung des Berufsbeamtentums aus dem Staatsdienst entlassen: Ende Juli 1933 wurde ihm vom Kaiser-Wilhelm-Institut gekündigt. Er emigrierte daraufhin nach Großbritannien, wo er eine Anstellung am Lehrstuhl für Chemie des University College London fand, wo er von 1933 bis 1937 tätig war. Zudem war er als Gastforscher und Fachberater bei der Imperial Chemical Industries beschäftigt.
1937 siedelte Söllner in die Vereinigten Staaten über. Dort erhielt er eine Position als Chemiker beim Department of Agronomy der Cornell University in Ithaca mit Unterstützung des „Emergency Committee in Aid of Displaced German Scholars“. 1938 wechselte er an das Department of Physiological Chemistry der School of Medicine der University of Minnesota in Minneapolis. Dort war er zunächst als Wissenschaftlicher Mitarbeiter (Associate Chemist) beschäftigt, 1939 wurde er zum „Regular Chemist“ und 1943 zum Außerordentlichen Professor (Associate Professor) befördert, bevor er 1947 schließlich den Rang eines Ordentlichen Professors erreichte.
Von den nationalsozialistischen Polizeiorganen wurde Söllner nach seiner Emigration als Staatsfeind eingestuft. Im Frühjahr 1940 setzte das Reichssicherheitshauptamt in Berlin ihn auf die Sonderfahndungsliste G.B., ein Verzeichnis von Personen, die im Falle einer erfolgreichen Invasion und Besetzung der Britischen Inseln durch die Wehrmacht von den Besatzungstruppen nachfolgenden Sonderkommandos der SS mit Priorität ausfindig gemacht und verhaftet werden sollten.
Später wechselte Söllner ans Institute of Health in Bethesda in Maryland, wo er im Labor des National Institute of Arthritis Metabolism and Digestive Diseases arbeitete, zunächst im Rang eines Leitenden Forschungsanalysten (Principal Research Analyst), ab 1948 als leitender physikalischer Biochemiker und ab 1965 als Leiter der Sektion für Elektrochemie und Kolloidchemie. 1973 ging er offiziell in den Ruhestand, war fortan aber weiterhin als Berater und Gastforscher für das Institut tätig. 1975 wurde der Wissenschaftler emeritiert.
Söllner war Spezialist für Ultraschall bei Kolloidsystemen. In diesem Zusammenhang legte er den Schwerpunkt seiner Forschungen auf die Untersuchung von Membranen und ihrer elektrophysikalischen Eigenschaften sowie auf „Studies of Dispersion of Solids, Coagulation, and Fog Formation“". Söllner veröffentlichte etwa 120 wissenschaftliche Arbeiten in Fachzeitschriften. Zudem war er Mitglied der American Association for the Advancement of Science, des „American Institute of Chemistry“ und der New York Academy of Sciences, des Weiteren der American Chemical Society, der „Society of General Physiologists“ und der „Electrochemical Society“.

## Familie
Söllner war seit dem 23. Juli 1934 verheiratet mit Herta (Helen), geb. Rosenberg. Aus der Ehe ging die Tochter Barbara Sollner-Webb hervor, die ebenfalls eine wissenschaftliche Laufbahn einschlug.

## Schriften
- Zur Kenntnis der thermischen Zersetzung der Salpetersäure, 1926.
- Zur Erklärung der abnormen Osmose an nichtquellbaren Membranen, I.-III. Teil, 1933.
- The Structure of the Colladion Membrane and Its Electrical Behavior, an Experimental Test of Some Aspects of the Teorell and Meyer-sievers Theories of Electrical Membrane Behavior, 1944.